# بلن، ختای
بلن، ختای (به ترکی استانبولی: Belen) شهری است در کشور ترکیه که در استان ختای واقع شده‌است. جمعیت این شهر بر اساس سرشماری سال ۲۰۰۸ میلادی ۲۱٬۲۹۳ نفر و بر اساس برآوردهای سال ۲۰۰۹ میلادی ۲۲٬۲۸۳ نفر می‌باشد.